# Décsfalva
Décsfalva (románul Dejuțiu) falu Romániában, Hargita megyében.

## Története
1566-ban jelentkezik Dechfalva, 1602-ben Décsfalva néven már.
Orbán Balázs hivatkozása az 1370-es adatra, amikor Nagy Lajos birtokot adományoz Körössy Péternek és fiának, nem biztos, hogy erre a falura vonatkozik. (Décsfalfa – Désfalva). (Orbán: Székelyföld. I. 35., l. jegyz.)
Temploma sohasem volt. Lakói Agyagfalvára jártak templomba. Középkori katolikus lakói a reformáció korában reformátusok lesznek.
1992-ben 176 magyar lakott itt, akik túlnyomó többségben reformátusok voltak.
A falu a trianoni békeszerződésig Udvarhely vármegye Udvarhelyi járásához tartozott.
2014. május 10-én tették le a décsfalvi református templom alapkövét. A mintegy 100 m² alapfelületű, fatornyos épületet 2017. augusztus 6-án avatták fel ünnepélyes keretek között, az eseményt szentelési és használatba vételi istentisztelet kísérte. A templom megépülte előtt Décsfalva volt a Székelyudvarhelyi református egyházmegye egyetlen templom nélküli települése.